# Первичная хирургическая обработка раны
Первичная хирургическая обработка раны — в условиях хирургического стационара осуществляется рассечение и иссечение краёв раны, при необходимости выполняется дренирование всевозможных «карманов» и полостей, иссечение нежизнеспособных тканей и удаление инородных тел.

## Цель
Проведение механической антисептики создаёт наиболее благоприятные условия для заживления раны. Чем раньше проведена первичная хирургическая обработка раны, тем меньше риск развития осложнений, толщина слоя удаляемых тканей колеблется от 0.5 до 2 см.

## Классификация
По срокам проведения различают:
- раннюю (первые 24 часа). Её цель - предупреждение развития инфекции в ране.
- отсроченную (первые 48 часов), решает ту же задачу, что и ранняя, - профилактика развития раневой инфекции, несмотря на более поздние сроки вмешательства. Это становится возможным при предварительном применении антибиотиков.
- позднюю (по истечении 48 часов после ранения) хирургическую обработку раны. Лицам, получившим антибиотики, её производят через 48 часов.

## Хирургическая техника

### Оснащение
- Инструменты

- корнцанг — 2 шт,
- цапки для белья — 4 шт,
- пинцеты хирургические — 2 шт,
- пинцеты анатомические — 2 шт,
- шприц (10 мл) — 2 шт,
- скальпель — 1 шт,
- ножницы — 2 шт ,
- кровоостанавливающие зажимы — 4-6 шт,
- крючки Фарабефа — 2 шт,
- острозубые крючки — 2 шт,
- иглы режущие — 4 шт,
- иглы колющие — 4 шт,
- зонд желобоватый — 1 шт,
- зонд пуговчатый — 1 шт,
- шовный материал,
- бикс с перевязочным материалом,
- перчатки,
- дренажи;

- Препараты

- антисептики для кожи (кутасепт, йодонат),
- антисептики для раны (3 % раствор перекиси водорода, 0,06 % раствор гипохлорита натрия),
- 70 % этиловый спирт, препарат для дезинфекции инструментов (дезактин, неохлор),
- препарат для местного обезболивания (лидокаин, новокаин).